# Лугањано (Верона)
Лугањано је насеље у Италији у округу Верона, региону Венето.
Према процени из 2011. у насељу је живело 8383 становника. Насеље се налази на надморској висини од 92 м.